# Yatsuhashi Kengyō
Ne pas confondre avec Yatsuhashi
Yatsuhashi Kengyō (八橋 検校; 1614-1685) est un musicien et compositeur japonais né à Kyoto. Le nom Kengyō est un titre honorifique donné aux musiciens aveugles hautement qualifiés.
Yatsuhashi est à l'origine un joueur de shamisen qui apprend plus tard d'un musicien de la cour impériale à jouer du koto. À l'origine limité à la cour, Yatsuhashi est crédité comme le premier musicien à introduire et enseigner le koto auprès du grand public. Il est ainsi connu comme le « père du koto moderne ».
Il a changé la sélection limitée de six pièces à un nouveau style de musique pour koto qu'il a appelé kumi uta. Yatsuhashi a changé les accordages tsukushi goto fondées sur des accordages utilisés dans le gagaku ce qui a donné naissance à un nouveau style de koto. Il a adapté pour le koto l'échelle hirajōshi (en) et l'échelle insen (en) du répertoire shamisen.
Yatsuhashi est également crédité de la composition de l'importante partie pour koto solo intitulée Rokudan no shirabe (六段の調, « Musique de six pas »), bien qu'il ne l'a peut-être pas vraiment composée lui-même.

## Source de la traduction
- (en) Cet article est partiellement ou en totalité issu de l’article de Wikipédia en anglais intitulé « Yatsuhashi Kengyo » (voir la liste des auteurs).